# Meldon Bridge-periode
De Meldon Bridge-periode (Engels: Meldon Bridge Period) is de eerste periode van de kopertijd in Groot-Brittannië. Het beslaat de periode van 3000 tot 2750 v.Chr. en is vernoemd naar de typesite Meldon Bridge in Peeblesshire. 
Op de Britse Eilanden werd koper voor het eerst in Ierland gebruikt, vanwaar het zich vervolgens naar het oosten verspreidde. 
De metaalbewerkingsfasen zijn onderverdeeld in de Stage I Castletown Roche-industrieën en de Stage II Knocknague/Lough Ravel-industrieën. 
Naast metaalbewerking verschenen er tal van andere ontwikkelingen in het archeologische archief, waaronder henges, steencirkels, Peterborough-waar, gekerfde waar en cursussen.